# 臭鼻症
臭鼻症（しゅうびしょう）は鼻腔内の粘膜の萎縮と乾燥などにより、鼻が臭くなったり臭い鼻息が出る病気。あるいは鼻臭症、萎縮性鼻炎。
真性萎縮性鼻炎により起こると言われ、昔は多かったが現在は非常に少なくなったと言われる。これは栄養が良くなったためと言われる。昔は多かった青洟を垂らしている児童が現在非常に少なくなったのはこのためだと言われる。

## 原因
鼻腔内の黄色ブドウ球菌の繁殖に起因するともいわれているが、まだ良く分かっていない。口臭や膿栓が異臭の原因となる場合もある。

## 症状
患者により症状は異なる部分もあるが、患者に共通するのは鼻息が臭くなるということである。鼻腔内の乾燥や鼻腔内に瘡蓋ができることもある。他に鼻表面からの異臭など。臭鼻症患者は、通常の社会生活を営んでいても周囲の人々に不快感を与え、尚且つ臭いことで嫌われてしまうために、患者の精神に鬱病や自律神経失調症などの重大な影響を及ぼしてしまう。稀に副鼻腔炎(蓄膿症）の炎症により鼻腔内に膿が溜まり、他人にも分かる悪臭を放つ事もある。

## 治療
根本的な治療法は確立していない。一時的な緩和法は、耳鼻咽喉科での鼻腔内洗浄等の保存的治療。民間療法として、塩を入れたぬるま湯を鼻に吸い込んで鼻腔内を洗浄する"鼻うがい"がある。また、特定の耳鼻科で行われている上咽頭処置（Bスポット治療）が効果的との報告もある。上咽頭処置（Bスポット治療）とは、鼻の奥深くの細菌が繁殖し臭いの原因となっている箇所の改善を即すものである。